# Achille Meneghini
Achille Meneghini (Genova, 31 maggio 1889 – Bardia, 3 gennaio 1941) è stato un militare italiano.

## Biografia
Dopo gli studi compiuti a Chieti, frequentò l'Accademia militare di Modena.
Partecipò al primo conflitto mondiale, terminandolo come Maggiore al comando del Primo Battaglione del 48º Reggimento fanteria "Ferrara". Fu decorato con la Croce di Cavaliere dell'Ordine Militare di Savoia.
Tra le due guerre prestò servizio a Chieti, dove divenne nel 1936 Comandante del 96º Reggimento Fanteria, e a Bologna nella Divisione Pistoia.
Nell'aprile 1940 fu chiamato dal Generale Annibale Bergonzoli nel suo XXIII Corpo d'Armata in Libia prendendo parte alle operazioni sui due fronti: tunisino ed egiziano. Cadde durante la Battaglia di Bardia in Libia, combattuta tra il 3 e il 5 gennaio 1941, meritando la Medaglia d'Oro al Valore Militare.